# Strijkkwartet nr. 14 (Beethoven)
Het strijkkwartet nr. 14 in cis klein op. 131 is een zevendelige compositie voor strijkkwartet van Ludwig van Beethoven. Het werd geschreven in 1826.
Qua thematisch materiaal is dit strijkkwartet sterk aan de beide voorafgaande kwartetten verbonden, namelijk nr. 15 in a (A, 5 delen) en nr. 13 in Bes groot (B, 6 delen) in zijn oorspronkelijke vorm, dus met de Große Fuge als finale. Samen worden de kwartetten wel aangeduid als de ABC-kwartetten. Dat trio ABC-kwartetten wordt door dit kwartet in cis klein (C, 7 delen) afgesloten.

## Ontstaan
Uit Beethovens schetsboeken blijkt dat hij direct na het voltooien van de Große Fuge doorging met componeren van dit kwartet nr. 14. In maart 1826 vertraagde de compositie door ziekte van Beethoven, maar in mei kondigde hij uitgever Schott in Mainz aan dat het kwartet klaar was. Hij stuurde het manuscript pas in augustus, wat waarschijnlijk samenhing met de zelfmoordpoging die zijn neef Karl deed op 30 juli 1826.
Beethoven had op het schutblad van het manuscript gekriebeld: "Zusammen gestohlen aus Verschiedenem diesem und jenem". Schott was daar zo opgewonden over, dat Beethoven in de weken erna wel per brief moest bevestigen dat dit strijkkwartet authentiek was. Schott betaalde 80 dukaten voor het werk, 30 dukaten meer dan prins Nikolaj Golitsyn betaalde voor elk van de door hem bestelde strijkkwartetten.
Beethoven droeg het kwartet op aan Joseph von Stutterheim, een Moravische veldmaarschalk, die Beethovens neef Karl in de dienst had opgenomen.

## Delen
Er is nog drastischer met de klassieke vorm gebroken. Er zijn 7 delen, die zonder pauze in elkaar overgaan. Twee delen (3 en 6) zijn kort; niet meer dan korte overgangen van minder dan 30 maten. Ondanks de losse vorm maakt het absoluut geen geïmproviseerde indruk. Typisch voor de late Beethoven gaan vrijheid en gebondenheid in elkaar over.
I. Adagio ma non troppo et molto espressivo (cis)
Het werk begint met een fugatische verwerking van een direct aan het thema van de Große Fuge verwant motief. Verder een groot polyfoon bouwwerk als ontwikkeling naar een machtige climax.
II. Allegro molto vivace (D)
In een gedreven 6/8 maat een dansant thema dat begint in de viool wat –zonder neventhema- in een vrije sonatevorm wordt verwerkt.
III. Allegro moderato - Adagio - Piu vivace (fis)
Een korte overgang.
IV. Andante ma non troppo et molto cantabile (A)
Het hart van het kwartet: een rustig voortschrijdende melodie, die in gevarieerde vorm zeven keer klinkt.
V. Presto (E)
Scherzo-achtig Presto in alla breve-maat. Opgezet in 5 delen met een meer melodisch Trio dat twee keer klinkt.
VI. Adagio quasi un poco andante (gis)
Een kort overgangsadagio.
VII Allegro (cis)
Het hoofdthema zet energiek en unisono in. Marsachtige voortzetting, waarin de 3 verwante thema’s magistraal worden verwerkt. 

## Receptie
Volgens Karl Holz, violist van het Schuppanzigh Kwartett, vond Beethoven dit kwartet zijn beste. De recensenten bevalen het werk aan het publiek aan, maar bereidden hen er ook op voor. 
Franz Schubert liet het werk op 14 november 1828, vijf dagen voor zijn dood, voor hem uitvoeren (door o.a. Karl Holz), werd er enorm enthousiast over en verzuchtte: "Wat kun je hierna nog componeren?"
Leonard Bernstein voerde in 1977 de georkestreerde versie door Dimitri Mitroupolos uit met 60 strijkers van de Wiener Philharmoniker en verklaarde later dat van al zijn opnamen hij deze als zijn lievelingsalbum beschouwde.

## Film
Het strijkkwartet nr. 14 speelt een hoofdrol in de film A Late Quartet (2012) van regisseur Yaron Zilberman, met Mark Ivanir (eerste viool), Philip Seymour Hoffman (tweede viool), Catherine Keener (altviool) en Christopher Walken (cello).